# イェレ・ダイン
イェレ・ダイン（Jelle Duin 、1999年1月27日 - ）は、オランダ・ヘームステーデ出身のプロサッカー選手。デンマーク・スーペルリーガ・ヴェイレBK所属。ポジションは、フォワード。